# Rhabdoclytus alternans
Rhabdoclytus alternans är en skalbaggsart som först beskrevs av Holzschuh 2003.  Rhabdoclytus alternans ingår i släktet Rhabdoclytus och familjen långhorningar. Inga underarter finns listade i Catalogue of Life.